# Bortle-skála

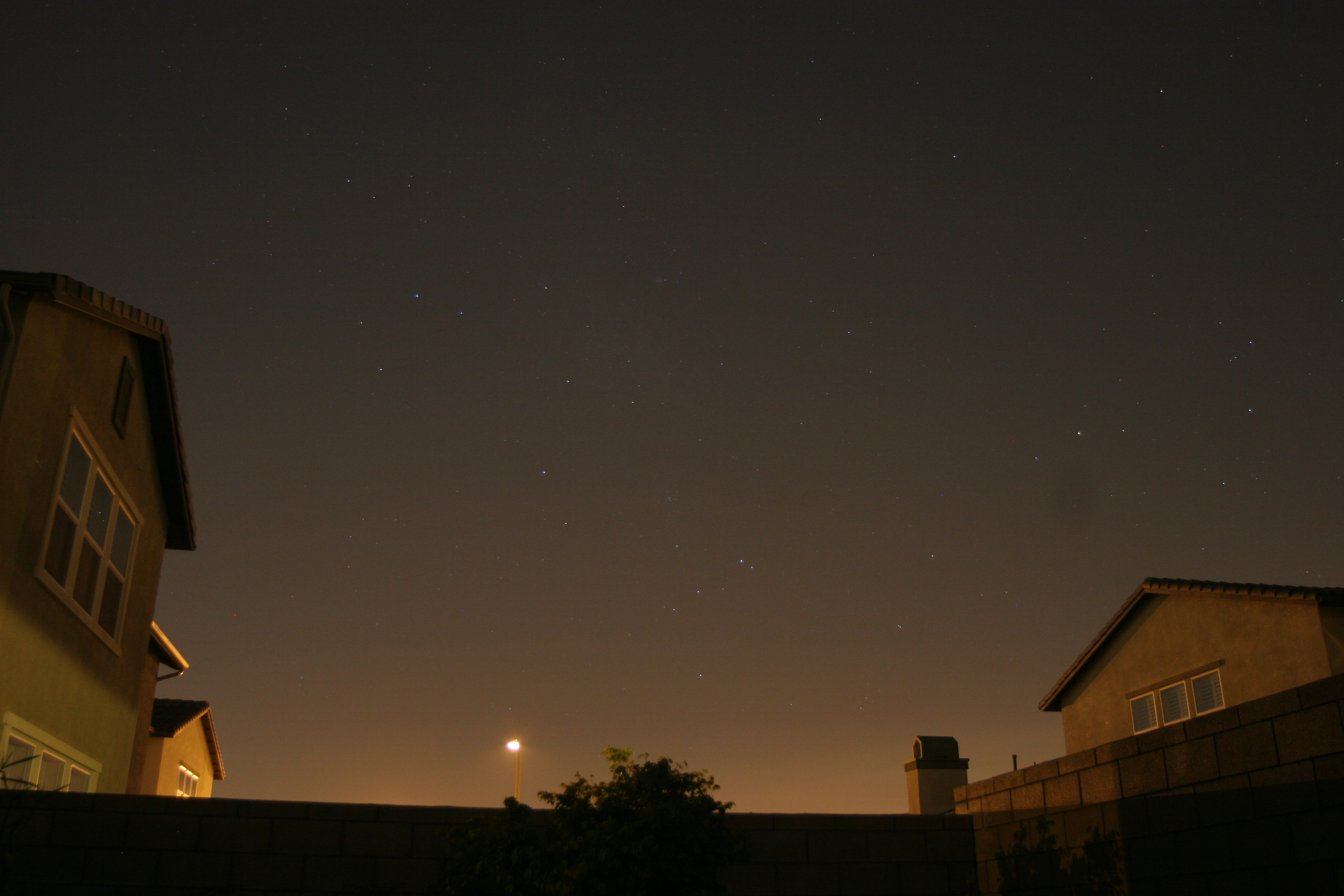
Ezen a 10 másodperces felvételen a Nyilas csillagkép felé nézve a fényszennyezés eltakarja a csillagokat és a halványan látszó Tejutat (kertvárosi környezet, Dél-Kalifornia)

A Bortle-skála az éjszakai égbolt fényességét jellemző, kilencfokozatú lista, ami egy adott helyre vonatkozik. Csillagászati objektumok megfigyelhetőségének megítélésére használható. Figyelembe veszi az aktuális fényszennyezést.
A listát John E. Bortle  állította össze, első ízben a Sky & Telescope csillagászati magazin 2001 februári számában jelent meg, hogy ezzel segítse az amatőrcsillagászokat az éjszakai égbolt sötétsége mértékének megítélésében. Ezzel a besorolással a megfigyelési helyeket is össze lehet hasonlítani.
A skála 1 és 9 közötti értékeket tartalmaz, az 1 a lehető legsötétebb égboltot jelenti, a 9 egy nagyváros belsejében lévő fényviszonyokat. Több kritériumot megad az adott „osztály” jellemzésére. Ennek angol rövidítése NELM, a naked-eye limiting magnitude alapján (a csillagászati szabad szemes megfigyelés határa).

## A Bortle-skála táblázatos formában
Az alábbi táblázat Bortle leírásait tartalmazza.
| osztály | megnevezés                | magnitúdó | leírása |
| ------- | ------------------------- | --------- | --- |
| 1       | Kivételesen sötét égbolt  | 7,6–8,0   | - az állatövi fény látható és színes - az „ellenfény” látható - az állatövi sáv látható - a légköri fény látható - a Tejút legfényesebb szakaszairól, a Skorpió csillagkép és a Nyilas csillagkép irányából érkező fény árnyékot vet a földön - sok Messier objektum és gömbhalmaz szabad szemmel látható - az M33 galaxis szabad szemmel látható - a határ-magnitúdó 32 cm átmérőjű tükrös távcsővel 17,5                                                                                      |
| 2       | Átlagosan sötét égbolt    | 7,1–7,5   | - az állatövi fény láthatóan sárgás színű és elég fényes ahhoz, hogy árnyékot vessen a földön hajnalban a sötétedés után is - a légköri fény halványan látható a horizont közelében - a felhők fekete foltoknak látszanak az égbolton - a környezet körvonalai csak alig látszanak az égbolt előtt - a nyári Tejút struktúrája jól látható - sok Messier objektum és gömbhalmaz szabad szemmel látható - az M33 szabad szemmel látható - a határ-magnitúdó 32 cm átmérőjű tükrös távcsővel 16,5 |
| 3       | Vidéki égbolt             | 6,6–7,0   | - az állatövi fény tavasszal és ősszel jól látható és valamennyire színes - a horizonton némi fényszennyezés látható - a horizont közelében a felhők láthatóak, az égbolton sötét foltok - a közeli környezet körvonalai valamennyire láthatók - a nyári Tejút struktúrája jól látható - az M15, M4, M5 és M22 szabad szemmel látható - az M33 látható, ha nem közvetlenül rá nézünk - a határ-magnitúdó 32 cm átmérőjű tükrös távcsővel 16                                                     |
| 4       | Vidéki/kertvárosi átmenet | 6,1–6,5   | - az állatövi fény még látható, de hajnalban a sötétedés után már nem terjed a zenitig - több fényszennyezési „kupola” látható a horizonton - a felhőket megvilágítják a fényforrások, az égbolton sötétek - a környezet jól látható, még távolabb is - a Tejút jóval a horizont fölött jól látható, de kevesebb részlettel - az M33 szabad szemmel csak magasan az égbolton látható - a határ-magnitúdó 32 cm átmérőjű tükrös távcsővel 15,5                                                   |
| 5       | Külvárosi égbolt          | 5,6–6,0   | - az állatövi fény csak jobb éjszakákon látható, ősszel és tavasszal - fényszennyezés szinte minden irányból látható - a felhők észrevehetően világosabbak, mint az égbolt - a Tejút nagyon halvány, vagy egyáltalán nem látható a horizont közelében; nagy magasságban fakónak látszik - a határ-magnitúdó 32 cm átmérőjű tükrös távcsővel 15 |
| 6       | Világos külvárosi égbolt  | 5,1-5,5   | - az állatövi fény nem látható - a fényszennyezés a horizonttól 35° magasságig szürkésfehér fényt okoz - a felhők az égbolton elég fényesek - a környezet világosan látható - a Tejút csak a zenit közelében látható - az M33 nem látható, az Androméda-galaxis (M31) megpillantható - a határ-magnitúdó 32 cm átmérőjű tükrös távcsővel 14,5 |
| 7       | Külvárosi/városi átmenet  | 4,6–5,0   | - a fényszennyezés az egész égboltot szürkévé teszi - erős fényforrások minden irányban - a felhők jól láthatóak, fényesek - a Tejút nem látható - az M31 és az M44 észrevehető, de részletek nem láthatók - távcsövön keresztül a fényesebb Messier objektumok halvány árnyékai önmaguknak - a határ-magnitúdó 32 cm átmérőjű tükrös távcsővel 14 |
| 8       | Városi égbolt             | 4,1–4,5   | - az égbolt világos szürke vagy narancsos színű - külön fényforrás nélkül olvasni lehet a szabadban - még az ismerős csillagképek formái is csak gyengén láthatók, vagy egyáltalán nem - az M31 és az M44 alig vehető észre, még gyakorlott megfigyelő számára sem - a fényesebb Messier objektumok még távcsővel is éppen hogy megtalálhatók - a határ-magnitúdó 32 cm átmérőjű tükrös távcsővel 13                                                                                            |
| 9       | Nagyvárosi égbolt         | 4,0       | - az égbolt fényesen meg van világítva - sok csillagkép egyáltalán nem látszik - a Plejádokon kívül más Messier-objektum nem látszik szabad szemmel - megfigyelhető objektumok a Hold, a bolygók és néhány fényesebb csillaghalmaz |

## Fordítás
- Ez a szócikk részben vagy egészben  a   Bortle scale című angol Wikipédia-szócikk fordításán alapul.  Az eredeti cikk szerkesztőit annak laptörténete sorolja fel. Ez a jelzés csupán a megfogalmazás eredetét és a szerzői jogokat jelzi, nem szolgál a cikkben szereplő információk forrásmegjelöléseként.